# Српска православна црква Светог Арханђела Гаврила у Буђановцима
Српска православна црква Светог Арханђела Гаврила у Буђановцима, насељеном месту на територији општине Рума, по натпису изнад јужног портала, подигнута је у периоду од 1763. до 1766. године. Припада Епархији сремској Српске православне цркве.
Као заштићено непокретно културно добро има статус споменика културе од великог значаја.

## Архитектура
Црква у Буђановцима је посвећена Светом арханђелу Гаврилу, саграђена је као једноставна, једнобродна грађевина барокних стилских одлика, са полукружном олтарском апсидом на истоку и призиданим звоником на западу. Фасаде храма и звоника украшене су профилисаним кордонским венцима и плитким пиластрима са једноставним капителима. Раскошну барокну резбарију на иконостасу извео је непознати дрворезбар око 1766. године, док је иконе насликао Јанко Халкозовић пре 1769. године. Изнад зоне сокла је низ престоних икона са царским и бочним дверима, у другој зони су апостоли, у трећој композиције Великих празника, у четвртој су пророци и слике Христовог страдања, док је у петој Распеће.
На соклу иконостаса представљене су старозаветне слике прародитељских грехова, да би као морална опомена упућивале вернике на одолевање искушењима. Зидне слике је урадио 1838. године Петар Чортановић. У олтару су насликани архијереји, а у наосу Господ Саваот, јеванђелисти, стојеће фигуре светитеља, Силазак Св. Духа на апостоле, неколико старозаветних тема, Усековање главе св. Јована Крститеља, Христово полагање у гроб, Васкрсење Лазарево, и на западном зиду Каменовање св. Стефана Првомученика. У храму се налазе митрополитски престо и певнице, које је сликама украсио такође Петар Чортановић.
Конзерваторско-рестаураторски радови изведени су 1971. године.